# Reial i Militar Orde de Sant Hermenegild
El Reial i Militar Orde de Sant Hermenegild, o de Sant Ermengol, és una distinció militar espanyola (i un orde de cavalleria) creada pel rei Ferran VII en finir la Guerra del Francès el 1814. Fou creada per atorgar la màxima condecoració a aquells militars, els quals no obstant les dificultats i ignorant el rigor de la batalla servissin a l'exèrcit. Per tal d'enaltir aquesta condecoració i ennoblir-la davant d'altres més antigues decidiren incloure el títol de sant Hermenegild, qui fou rei de Sevilla i màrtir. El 1815 s'establia el primer reglament de la condecoració;es feren posteriors renovacions els anys 1860, 1879, 1951, 1994,l'última modificació important data de 2003; ara bé algunes altres modificacions s'han dut a terme d'aleshores ençà.Té per objecte:

## Categories
| « | ... recompensar i guardonar a aquells militars de carrera, oficials i sotsoficials de l'exèrcit, l'armada i la marina, així com aquells membres dels cossos comuns a les tres branques de l'exèrcit i a la Guàrdia Civil (en aquest cas creu a la Constància en el servei) per la seva constància en el servei i la seva conducta lloable en el decurs del seu servei | » |

| Categories            |                   |                       |                  |
| Gran Creu             | Placa             | Comandant             | Creu             |
| Passador de Gran Creu | Passador de Placa | Passador de Comandant | Passador de Creu |
| Gran Creu             | Placa             | Comandant             | Creu             |